# Chiesa di San Maurizio (Ponte in Valtellina)
La chiesa di San Maurizio è il principale luogo di culto cattolico di Ponte in Valtellina, in provincia di Sondrio e diocesi di Como; è inserita nell'unità pastorale di 25 - Tresivio.

## Storia
La chiesa fu edificata nel XIII secolo con una prima ricostruzione nel 1347, data che è incisa sulle lesene poste all'entrata principale periodo in cui era curato Giovanni da Tresivio e intitolata al beato Maurizio e ai suoi compagni martiri, edificata per volontà e a spese dei vicini di Ponte e della famiglia Quadrio. Sicuramente la chiesa fu edificata anche grazie alla volontà dell'importante famiglia Quadrio il cui blasone è raffigurato sul portale laterale, famiglia che da Como si era spostata in Valtellina per fuggire dalle guerre contro i Visconti.
L'edificio fu oggetto di un grande ampliamento nella seconda metà del XV secolo, periodo in cui la chiesa fu arricchita di opere importanti facendo parte del ducato di Milano con la possibilità quindi di commissionare gli arredi sacri per adornare la chiesa, agli artisti del territorio della pianura con lo smembramento della chiesa dei santi Pietro e Paolo.  La parte dedicata all'abside è l'ultima realizzata nel 1500. Per la sua realizzazione fu contattato Giovanni Antonio Amadeo, che non poté assolvere la committenza per mancanza di tempo, furono invece i fratelli Giacomo e Tommaso Rodari di Mareggia a progettare e ultimare l'edificio di culto.
Nel 1638 la chiesa fu eretta a prepositura. 
Nel Settecento furono eseguiti nuovi lavori che però non modificarono l'assetto architettonico dell'edificio.

## Descrizione

### Esterno
La chiesa si trova nella parte centrale della località e grazie all'essere stata modificata più volte nei secoli, presenta un connubio di stili tra il romanico, il gotico e il rinascimentale. La facciata a salienti, progetto del 1460 di Jacopo Corti di Valsolda, è tripartita da quattro lesene in blocchi di pietra, mentre le tre sezioni in muratura sono di colore giallo ocra. La data di creazione è inserita in due lapidi presenti sulla facciata, mentre una terza indica la data del 1500 quando fu realizzato l'abside su progetto di Tommaso Rodari. Il frontone è caratterizzato dal portale marmoreo in stile gotico con colonnina tortile e fregi vegetali, completo di lunetta ogiva con il dipinto a fresco raffigurante la Madonna col Bambino e san Maurizio di Bernardino Luini, a cui è dedicato il piazzale precedente l'edificio. Il portale ligneo è un lavoro ottocentesco di Raffaele Galimberti, che riprodusse quello precedente, di cui si conservano alcune parti quali testimonianza dell'arte quattrocentesca valtellinese. Questa parte è protetta da una copertura a due falde decorata ad archetti pensili che si ripetono lungo il profilo della facciata, riprendendo lo stile quattrocentesco del gotico veneziano.
Ai lati vi sono due aperture monofore strombate protette da inferriata. La parte superiore ospita un grande rosone. La parte a sud ospita un'entrata laterale il cui piedritto conserva lo stemma dell'importante famiglia Quadrio, nonché l'affresco di san Cristoforo risalente al Quattrocento e una meridiana. Un ulteriore simbolo posto sempre sullo stipite del portale laterale è diventato il simbolo cittadino.
La torre campanaria in stile romanico con aperture a monofore, bifore e trifore, innalzata nel Trecento, è posta accanto all'abside, sul lato destro, alcune incisioni poste sullo spigolo sud-est, d'epoca altomedioevale presentano singolari emblemi arcaici.
La chiesa ospita lateralmente l'antico oratorio dei disciplini, decorato nella volta con gli affreschi di Fermo Stella. I locali detti Sala delle sibille, sono poi stati inglobati nel museo parrocchiale.

### Interno
Le tre navate che compongono l'aula a pianta basilicale, divise da grandi colonne complete di capitelli scolpiti atti a reggere gli archi a tutto sesto. La parte superiore presenta il fregio lavoro di Giuseppe Reina dell'Ottocento, completo di tondi che ospitano le raffigurazioni di santi riferibili alle località prossime a Ponte. 
Si conservano affreschi del XV secolo, mentre l'altare maggiore ospita il ciborio opera dei fratelli Guicciardi originari di Ponte.
La navata sinistra ospita la cappella dedicata a santa Elisabetta con il polittico del 1501 di Giovanni Battista da Mussio o Musso. L'opera nella parte centrale la raffigurazione della Vergine col Bambino in grembo, laterali a destra i santi Maria Maddalena a Maurizio, mentre a sinistra un santo papa e san Nicola da Tolentino. Il dipinto è inserito in un'ampia cornice in stucco che originariamente ospitava nel Seicento il dipinto la visitazione di Maria alla cugina Elisabetta collocato poi in altra sede.
L'altare a destra dedicato alla Madonna delle Grazie, ospita l'ancona opera di Giacomo Del Maino, dorata e decorata di pregevole fattura degli ultimi anni del Quattrocento.  Questa si sviluppa su due sezioni, di cui nella sezione inferiore vi sono sei formelle divise da candelabre raffiguranti le storie di sant'Anna e Gioacchino divisi in tre sezioni, tre per lato, con l'immagine della Vergine nella parte centrale, la sezione superiore ospita nelle relative nicchie, le statue dei santi Rocco, Bernardino da Siena, Pietro da Verona, e Sebastiano. La predella ospita in tondi le raffigurazioni dei profeti, mentre la parte culmina con la cimasa e la rappresentazione di Cristo nell'avello sorretto da due angeli.
Due altari dedicati alla Madonna del Rosario e al Sacro Cuore sono posti lateralmente alla zona presbiteriale che è anticipata dall'arco trionfale dove è posto il grande crocifisso ligneo del XVI secolo. Il tabernacolo atto a conservare gli olii sacro, è sempre opera dei fratelli Rodari e riporta la datazione del 1536 ed è collocato sulla parete sinistra. Il manufatto presenta otto medaglioni in marmo dove sono impressi i volti degli apostoli. Il ciborio bronzeo dalla forma di piccolo tempio, fu eseguito dai fratelli Innocenzo e Francesco Guicciardi nel 1578. Il manufatto presenta formelle lavorate con le scende della Bibbia e dei Vangeli, gli evangelisti e varie iscrizioni. La statua dei Cristo redentore troneggia sulla cima. Tre grandi dipinti raffiguranti 'Ultima cena, Lavanda dei Piedi, San Maurizio e compagni sono lavori settecenteschi di Giovan Pietro Romegialli, inseriti in quadrature di Giuseppe Porro.
Il battistero a forma di tempietto, è posto di presso l'altare della santa ed è composto dalla vasca in marmo del 1585 coperta da un coprifonte battesimale ligneo a base ottagonale, riccamente intagliato. 
L'aula è arricchita dal pulpito ligneo opera scolpita da Baldassarre Heger del 1611 completa di nicchie che ospitano statue di santi e angeli, mentre la sezione maggiore ospita la raffigurazione di san Maurizio con i suoi compagni martiri. L'artista ha realizzato la cassa lignea dell'organo mentre la sezione strumentale è opera di Carlo Prati da Gera Lario sempre del XVII secolo.
La pavimentazione ospita le lapidi dei parroci della località e delle famiglie più importanti cittadini. Le capriate lignee del tetto completano l'aula.